# Crucifix de l'église du Saint-Sépulcre
Le Crucifix de l'église du Saint-Sépulcre est un grand crucifix peint en tempera et or sur bois, réalisé vers 1150-1200 dont on ne connaît pas l'auteur pisan ; la grande croix peinte est exposée et conservée au Musée national San Matteo à Pise.

## Histoire
Le crucifix provient de l'église du Saint-Sépulcre de Pise et figure maintenant dans la salle des grands crucifix du musée et en est la deuxième pièce la plus ancienne.

## Description
Le Crucifix de l'église du Saint-Sépulcre respecte les conventions du Christus triumphans, Christ mort mais triomphant sur la croix, issue de l'iconographie religieuse gothique médiévale occidentale (qui sera à son tour remplacé, par le Christus patiens, résigné à la mode byzantine de Giunta Pisano et ensuite, à la pré-Renaissance, par le Christus dolens des primitifs italiens). 
Attributs du Christus triumphans montrant la posture d'un Christ vivant détaché des souffrances de la Croix :
- Tête relevée (quelquefois tournée vers le ciel), auréolée,
- yeux ouverts,
- corps droit,
- du sang peut s'écouler des plaies.

Le crucifix comporte encore ses scènes annexes des extrémités de la croix (tabellone) :
- à gauche : Ultima cena
- à droite : Lavanda dei piedi
- en haut sur la cimaise : Maria tra gli angeli e gli apostoli (endommagé sur la partie gauche),
- en bas (le soppedaneo) : Cristo risorto tra gli apostoli.

et des flancs latéraux du Christ :
- 6 scènes : Cattura, Morte di Cristo, Marie al sepolcro, Cena in Emmaus, Apparizione agli apostoli, Riconoscimento di Cristo da parte degli apostoli.

Le corps du Christ, droit, ne subit pas encore les déhanchements caractéristique des œuvres postérieures du Christus patiens et plus tard du Christus dolens.